# Uglovskij rajon
L'Uglovskij rajon (in russo Угловский район?) è un rajon del kraj dell'Altaj, nella Russia asiatica.